# 美山站
美山站（日语：／ Miyama eki */?）是位於福井縣福井市境寺町的西日本旅客鐵道（JR西日本）越美北線（九頭龍線）鐵路車站。

## 車站構造
島式月台1面2線、列車交換可能的地上車站。站舎近似越前東郷站。為無人車站、不設自動售票機。

### 月台配置
| 月台   | 路線      | 方向 | 目的地       |
| ------ | --------- | ---- | ------------ |
| 站舍側 | ■九頭龍線 | 下行 | 九頭龍湖方向 |
| 對側   | ■九頭龍線 | 上行 | 福井方向     |

※資訊上不設編號。

## 历史
- 1960年12月15日：越美北線勝原站開業時設置。
- 1987年4月1日：國鐵分割民營化成為西日本旅客鐵道車站。
- 2004年：

- 7月18日：豪雨使越美北線全線運行停止。
- 9月11日：美山站與越前大野站間列車運行再開。

- 2007年6月30日：本站至一乘谷站復完完成，與福井側接續、經過3年之後越美北線全面運行再開。

## 使用狀況
根據國土交通省「國土數值情報」，以下為1日平均上下車人次：
| 年度 | 1日平均 乘車人次 | 1日平均 乘車人次 |
| ---- | ---------------- | ---------------- |
| 2011 | 55               |                  |
| 2012 | 46               |                  |
| 2013 | 61               |                  |
| 2014 | 54               |                  |
| 2015 | 46               |                  |
| 2016 | 46               |                  |
| 2017 | 44               |                  |
| 2018 | 44               |                  |
| 2019 | 50               |                  |
| 2020 | 18               |                  |
| 2021 | 26               |                  |
| 2022 | 28               |                  |

## 車站周邊
- 上宇坂郵便局
- 福井市役所美山總合支所（舊・美山町役場）
- 福井市美山圖書館
- 福井市美山中學校
- 羅森 (便利店)JR美山站店
- 國道158號

## 相鄰車站
西日本旅客鐵道
■九頭龍線（越美北線）
小和清水－美山－越前藥師

## 外部連結
- 美山站（JR西日本） （页面存档备份，存于）